# N.P. Hillebrandt
Niels Peter Hillebrandt (14. september 1815 i København – 11. februar 1885 sammesteds) var en dansk organist og komponist. 
Efter nogen tilfældig klaverundervisning som barn kom Hillebrandt som tolvårig ind på Giuseppe Sibonis nyoprettede musikkonservatorium dels som klaverelev, men også for at få uddannet sin stemme. Som lærer havde han bl.a. J.P.E. Hartmann. Allerede mens han gik på konservatoriet, optrådte han som solist ved en af dets første koncerter på Det Kongelige Teater i en klaverkoncert af Johann Nepomuk Hummel.
Efter endt uddannelse virkede han som musiklærer og dirigent for forskellige kor, og i 1852 blev han kantor og i 1858 tillige organist i Christians Kirke, en post han holdt til sin død. 1878 modtog han Fortjenstmedaljen i guld.
Niels Peter Hillebrandt skrev udelukkende sange af et folkeligt tilsnit. Hans første succeser var nogle sange i tilknytning til De slesvigske krige. En lille håndfuld af hans sange blev populære og holdt sig på repertoiret i knap 100 år både i de originale versioner, men også i bearbejdelser af andre (bl.a. Carl Nielsen og Christian Danning). I forlaget Politikens sangbogsserie: Lystige viser fra 2. halvdel af 1900-tallet findes 2 af hans sange: Det går atter hjemad til den lille by og På Vossevangen der vil jeg bo, men både disse sange og resten af hans produktion er nu gået i glemmebogen. 
Han er begravet på Assistens Kirkegård.